# Сейбаплая
Сейбапла́я (исп. Seybaplaya) — портовый город в Мексике, в штате Кампече, входит в состав одноимённого муниципалитета и является его административным центром. Численность населения, по данным переписи 2020 года, составила 9515 человек.

## Общие сведения
Название Seybaplaya составное: seyba — название растущего здесь хлопкового дерева, а playa с испанского языка — пляж.
Первое упоминание о поселении относится к 11 февраля 1748 года, когда на него совершили нападение пираты, взяв с собой в качестве добычи крупную сумму и множество пленных, для продажи их в качестве рабов.
В XIX веке в Сейбаплае была построена церковь Успения Богородицы.
До 2019 года город входил в состав муниципалитета Чампотон, но 28 февраля 2019 года было одобрено создание нового муниципалитета, отделив часть территории от муниципалитета Чампотон, а Сейбаплая стала его административным центром.
Город расположен в 25 км юго-западнее столицы штата, города Сан-Франсиско-де-Кампече. Здесь расположен один из самых привлекательных пляжей региона, его длина составляет более 1 км.

## Население
| Год  | Численность | Численность |
| ---- | ----------- | ----------- |
| 2000 | 8249        | [ 6 ]       |
| 2005 | 8285        | [ 7 ]       |
| 2010 | 8711        | [ 8 ]       |
| 2020 | 9515        | [ 9 ]       |